# Stockholms Nya Spårvägs AB

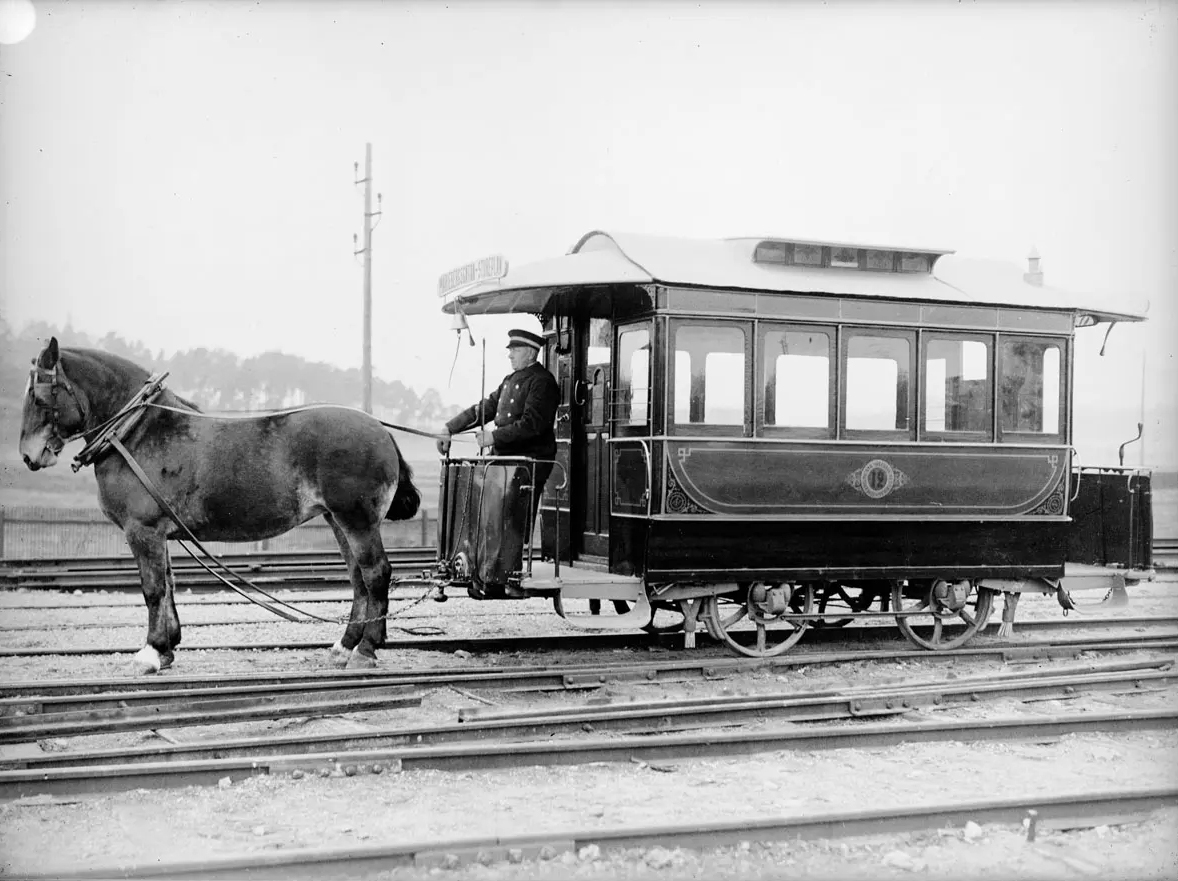
SNS hästspårvagn från år 1877

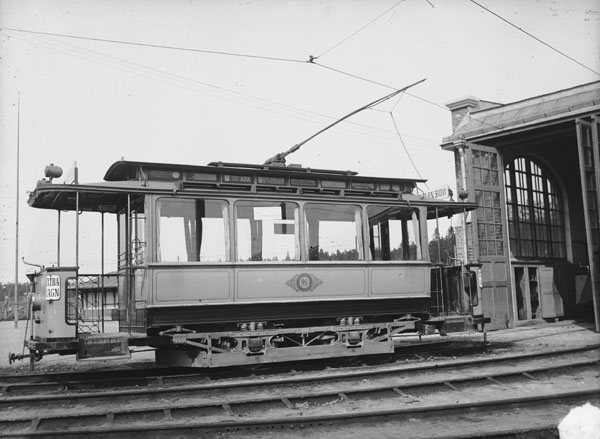
SNS littera A1 år 1911

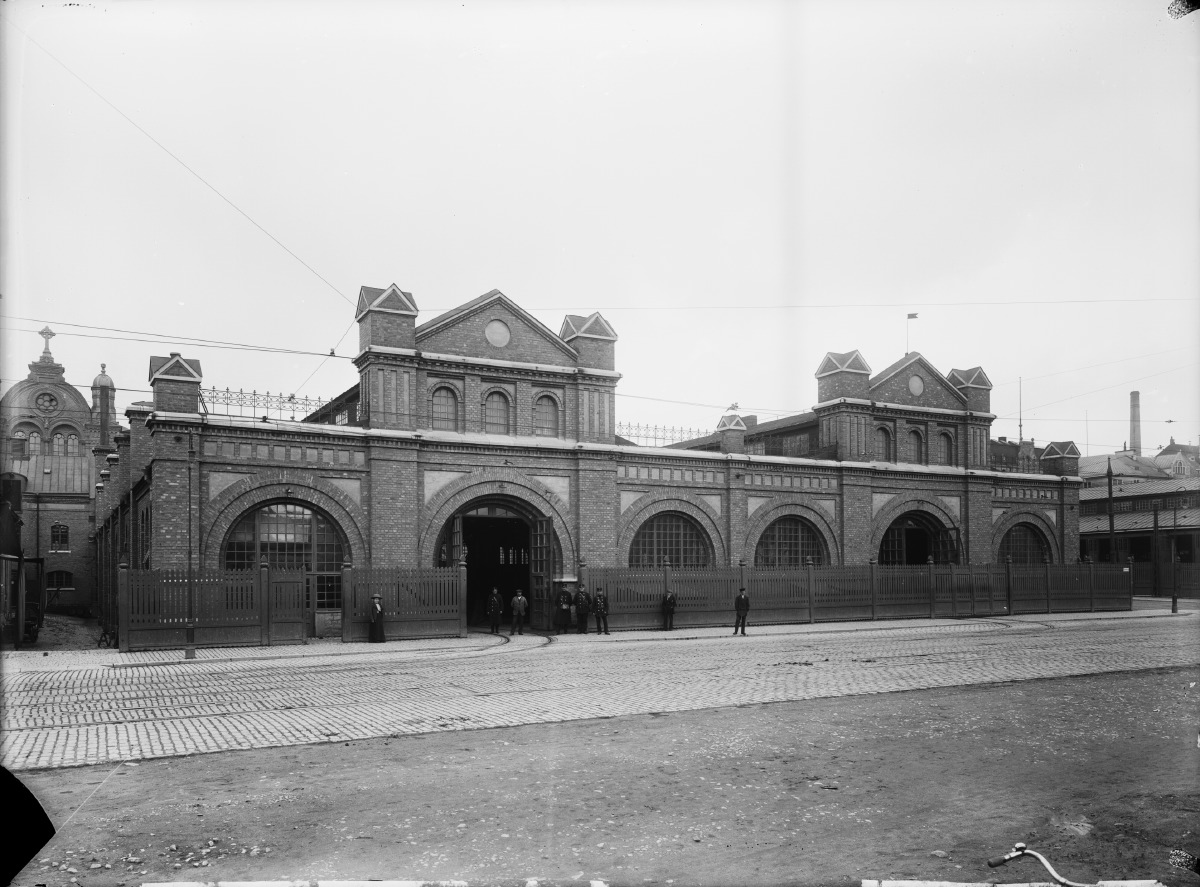
Hallarna i Kvarteret Spårvagnen

Stockholm Nya Spårvägs AB (förkortning: SNS) var ett trafikföretag i Stockholm som bedrev spårvagnstrafik norr om Slussen och som existerade mellan åren 1876 och 1917. 
Efter bildandet av Stockholms Södra Spårvägs AB (SSB) på 1880-talet kom SNS därefter ofta att informellt kallas för norra bolaget. 
1917 övertogs verksamheten av AB Stockholms Spårvägar som ett led i samordningen av spårvagnstrafiken i Stockholm.

## Bakgrund
År 1872 bildades Stockholms Spårvägsaktiebolag, som ansökte om att få anlägga spårvägar i staden. Av olika anledningar kom arbetet inte i gång och hela projektet förföll. Redan 1874 upplöstes bolaget.
Två år senare var det dags för ett nytt försök, och den 12 mars 1876 fastställdes bolagsordningen för ett nytt spårvägsbolag. Myndigheterna godtog dock inte att det nya bolaget fick ett namn som var identiskt med det förra varför namnet blev Stockholms Nya Spårvägsaktiebolag med förkortning SNS. Bolaget fick en 40-årig koncession på spårvagnstrafik i Stockholm. Av olika orsaker utnyttjades aldrig rätten att anlägga spårvägar på Södermalm. Bolaget kom därför att kallas för det "Norra spårvägsbolaget".
Verksamheten kom i gång med trafikstart för hästspårvagnar den 10 juli 1877. Antalet hästar uppgick 1902 till 728, vilka gick i medeltal 28 kilometer om dagen. Förutom två stallbyggnader utmed Roslagsgatan (nuvarande Birger Jarlsgatan) fanns även ett vid Fridhemsplan på Kungsholmen. 1904 elektrifierades spårvägen. 
Den 1 januari 1917 övertogs bolagets hela rörelse av AB Stockholms Spårvägar som ett led i samordningen av spårvagnstrafiken i Stockholm. Bolaget trädde i likvidation den 30 januari 1919.

## Storstrejken 1909

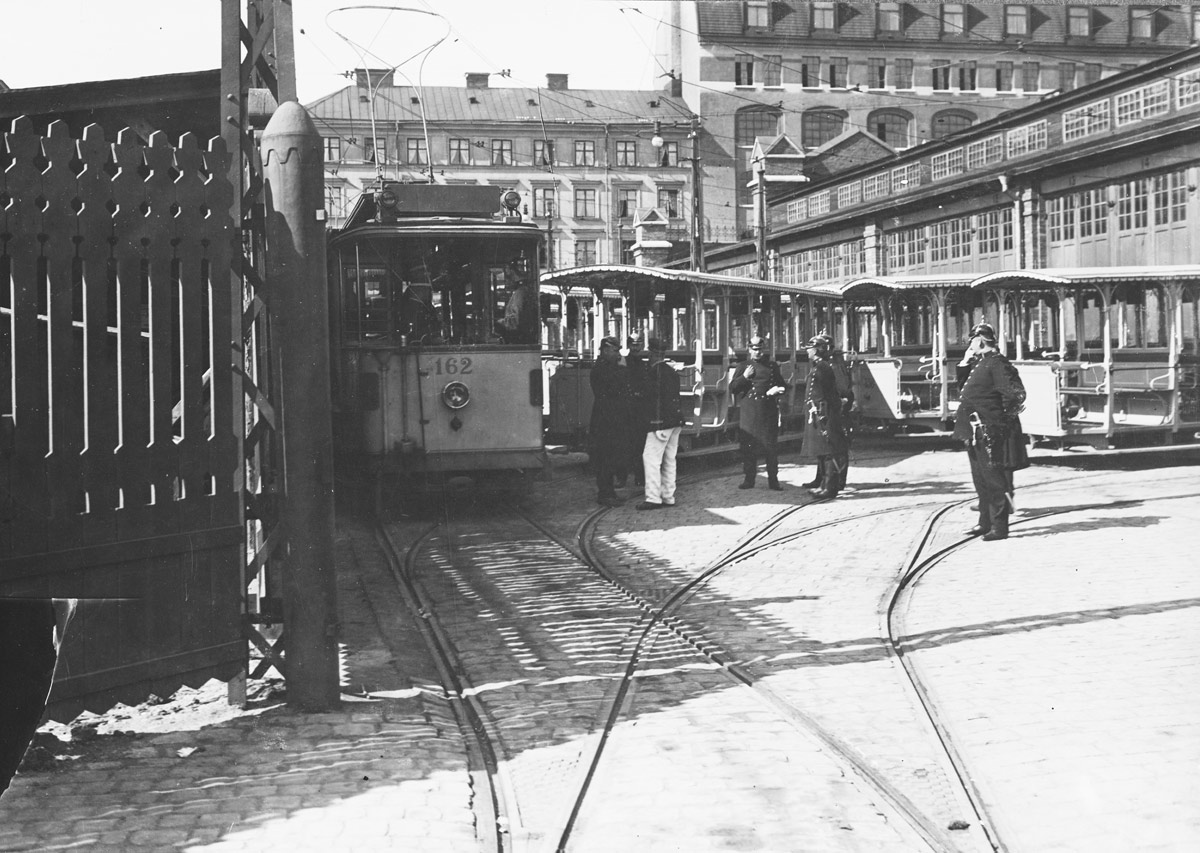
Poliser bevakar tomma spårvagnar under storstrejken 1909

Den 4 augusti 1909 bröt den så kallade Storstrejken ut. Inga spårvagnar kom ut och bolaget oroade sig för framtiden då man hade skyldighet att köra trafiken. Skulle stoppet kvarstå i mer än fyra dagar kunde man förlora sin koncession. I fem dagar stod trafiken still men den 9 augusti lyckades man få ut ett fåtal spårvagnar med hjälp av kontorspersonal, trafikbefäl och företagsledning. Denna personal räckte dock inte och försök gjordes att få de strejkande att återgå till arbetet, dock utan framgång. Man valde då att anlita strejkbrytare. 
Bland strejkbrytarna fanns bland annat personer som av ideologiska skäl ville motarbeta strejken. Några av tidens kända personligheter tillhörde denna kategori. Åtgärden var dock inte tillräcklig så bolaget började aktivt rekrytera ny personal, samtidigt som man avskedade de strejkande. Bland dem man lyckades rekrytera fanns strejkande spårvägsmän från Göteborg som såg en möjlighet att tjäna lite extra pengar. Även en viss Alfred Ander, den siste som skulle komma att avrättas i Sverige, tillhörde de nyrekryterade. Han avskedades dock redan den 2 oktober på grund av olämpligt uppträdande. 
Myndigheterna befarade att det skulle uppstå oroligheter mellan strejkbrytarna och de strejkande och därför bemannades varje spårvagn till en början med en poliskonstapel. Inga incidenter inträffade dock.
Efter exakt en månad var strejken slut. Några av de avskedade arbetarna återanställdes då, på villkor att de inte fick vara medlemmar i facket. De betraktades även som nyanställda med allt vad det innebar i form av lägre lön och förlorade förmåner. Bolaget höll dessutom inne en viss procent av lönen som skulle gå förlorad om man deltog i en ny strejk. Först 1917, då AB Stockholms Spårvägar övertagit verksamheten, fick de anställda rätt att vara fackligt aktiva, och de fick kollektivavtal genom Kommunalarbetarförbundet. De fick även tillgodoräkna sig anställningstiden före augusti 1909.

## Ordförande
- 1876–1902 Abraham Leijonhufvud
- 1902–1904 Herman Wikblad
- 1904–1905 Edvard Fränckel
- 1905–1915 Herman Wrangel

## Verkställande direktörer

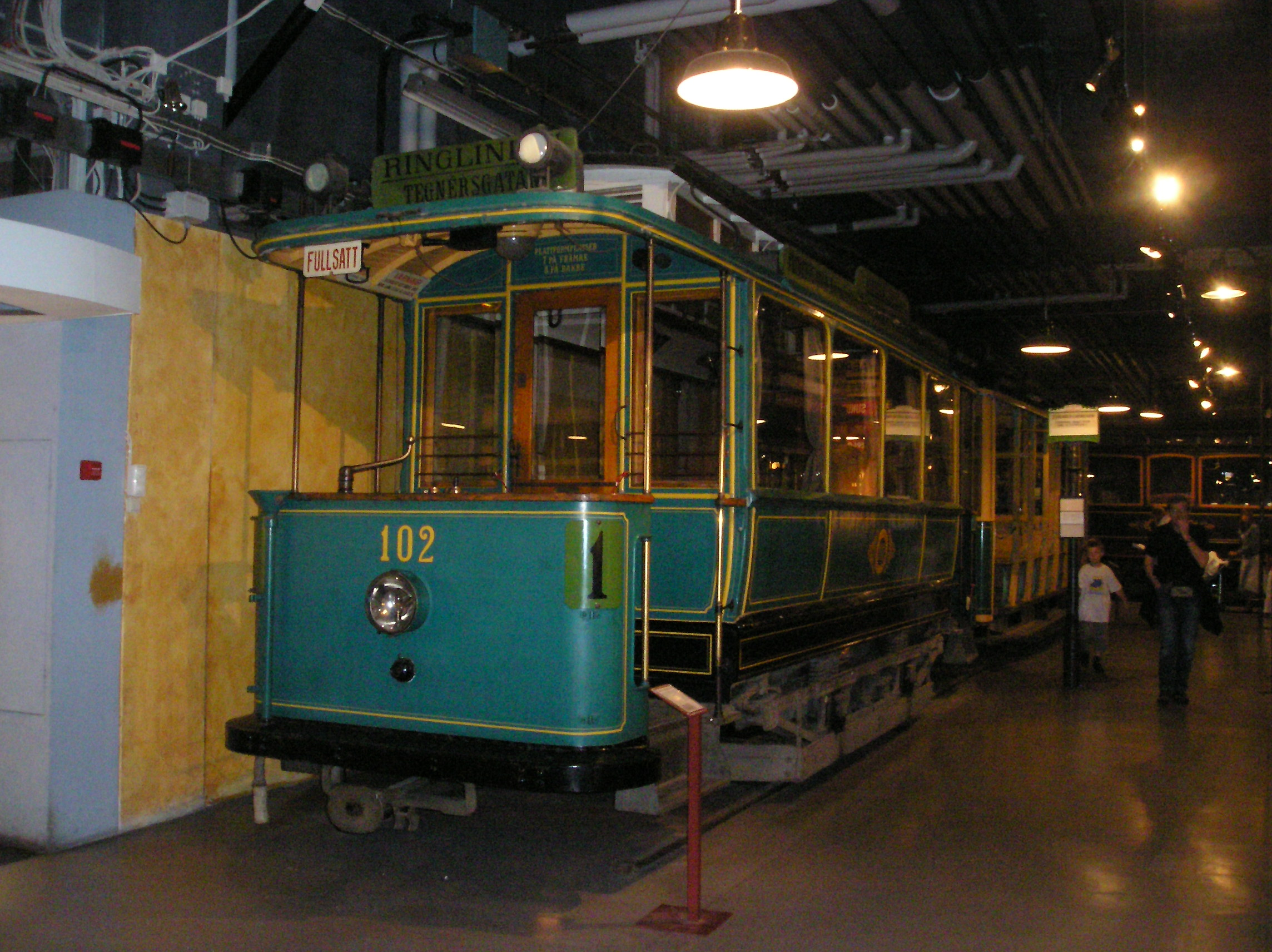
Spårvagn A2 102 i SNS målning, foto från 2007 i dåvarande Spårvägsmuseet på Södermalm.

- 1876–1880 Ludvig Broomé
- 1880–1899 Johan August Brunskog
- 1899–1906 Ernst Hjortzberg
- 1906–1909 Emil Björkegren
- 1909–1919 Wilhelm Walden